# Mitrochin-Archiv

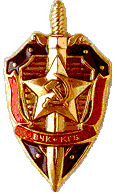
Schild und Schwert: Emblem des KGB

Das Mitrochin-Archiv ist eine Sammlung handschriftlicher Notizen, die der KGB-Oberst Wassili Nikititsch Mitrochin während seiner 30-jährigen Dienstzeit beim Auslandsgeheimdienst der Sowjetunion anfertigte.
Als Mitrochin 1992 in das Vereinigte Königreich überlief, brachte er dieses Archiv mit und veröffentlichte in der Folge zwei Bücher, gemeinsam mit dem britischen Militärhistoriker Christopher Andrew. Das Material dokumentiert Desinformationskampagnen (J. Edgar Hoover sei homosexuell, HIV ein Produkt der US-Armee etc.), Verschwörungen zu Attentaten, Installation kommunistischer Regime, Unterwanderung von Kirchen, Unterstützung internationaler Terroristen, Vorbereitung von Sabotageakten.
Die Veröffentlichung sowjetischer Geheimdienstpraktiken hatte parlamentarische Untersuchungen zur Folge, so etwa im Vereinigten Königreich, Indien und Italien (Berlusconis Mitrochin-Kommission 2002).
Das FBI bezeichnete das Mitrochin-Archiv als „the most complete and extensive intelligence ever received from any source.“ Der Historiker Joseph Persico beschrieb die Enthüllungen als „far more sensational even than the story dismissed as impossible by the SVR.“

## Enthüllte KGB-Operationen
- Abhören von Henry Kissinger, als dieser US-Außenminister war.[3]
- Versuche, in den USA Rassenhass zu schüren, indem gefälschte Hassbriefe an militante Gruppen verschickt wurden.[4]
- Erpressung des Tom Driberg (Codename Lepage), britischer Abgeordneter und Mitglied des Vorstands der Labour Party. Driberg hatte in den 1930er Jahren für den MI5 die Kommunistische Partei ausspioniert.[5]
- Verwanzen von MI6-Stützpunkten im Nahen Osten.[6]
- Unterlagen von Rüstungsunternehmen wie Boeing, Fairchild, General Dynamics, IBM und Lockheed Corporation, wodurch die Sowjetunion detaillierte Informationen über die Raketensysteme Trident, Peacekeeper und Tomahawk erlangte.[7]
- Unterstützung der Sandinisten.[8]

## In den Unterlagen erwähnte KGB-Spione
- Melita Norwood (Codename Hola), eine britische Sekretärin mit Zugang zu Nukleargeheimnissen[9]
- John Symonds (Codename Scot),[10] ein ehemaliger Detective Sergeant beim New Scotland Yard
- Raymond Fletcher (Codename Peter), ein britischer Journalist und späterer Abgeordneter[11]
- Josef Romualdowitsch Grigulewitsch, ein NKWD-Killer, der unter der falschen Identität Teodoro B. Castro 1952–1954 als Botschafter für Italien und Jugoslawien in Costa Rica diente
- Robert Lipka, ehemaliger Mitarbeiter der US-amerikanischen National Security Agency[12]
- Salaad Gabeyre Kediye, ehemaliges Mitglied des Somalischen Revolutionsrates
- Philippe Grumbach, (Codename Brok), politisch und gesellschaftlich gut vernetzter, einflussreicher französischer Journalist[13]